# Ludwig Weber
Ludwig Weber (Friburgo em Brisgóvia,  31 de outubro de 1895 - Beinwil am See, 1991) foi um piloto alemão e designer de carros e motos. Ele foi um piloto de aviões-caça na Primeira Guerra Mundial, piloto da empresa alemã fabricante de aviôes Junkers, o piloto pessoal do Imperador Haile Selassie da Etiópia, instrutor de voo para a Força Aérea Portuguesa e  Diretor Geral no Brasil da empresa Viação Aérea São Paulo (VASP). Ele foi o instrutor de voo de Hermann Frommherz e Hermann Göring, e construiu a primeira aeronave na Etiópia.
Ludwig Weber construiu, no período de 1924-1928, em Freiburg-im-Breisgau, juntamente com seu irmão Anton, carros e motos. Os veículos construídos pelos irmãos tinham o nome LuWe, sendo o principal foco o setor de motocicletas.

## Carreira
Ludwig Weber foi de novembro de 1916 a novembro de 1917, piloto de caça da Esquadrilha de 3 (Jasta 3) e voou em aviões como Albatros D.II, Albatros D.V, etc. Em 17 de novembro de 1917, foi abatido quando era instrutor de voo na Jagdstaffelschule I. Durante a guerra foi membro da Kampfeinsitzerstaffel 4b (Kest 4b) em Friburgo em Brisgóvia como responsável pela segurança interna onde permaneceu até o fim da guerra.
De 1926 a 1928, foi piloto de aeronave Dietrich-Gobiet, provavelmente em Friburgo em Brisgóvia e, em seguida, em 1 de junho de 1928 foi trabalhar como um piloto da Junkers.
Em 1933, foi para Adis Abeba, como um piloto particular do Imperador Haile Selassie, para estabelecer o transporte aéreo na Etiópia. Ele construiu o avião AETHIOPIEN I, (provavelmente foi baseado em um modelo Meindl van Nes-VII (M7)) e voou pela primeira vez em 1935. Este avião foi desmontado e transportado para Adis Abeba. Mais duas aeronaves foram planejadas, no entanto, a Invasão italiana em outubro de 1935 significou o fim da cooperação. Weber e sua equipe deixaram a Etiópia em 1936.
No mesmo ano Weber foi para Portugal, onde construíu os aviões Junkers Ju 52/3m. Na primavera de 1939,  tornou-se o chefe da recém-fundada Viação Aérea São Paulo (VASP). No Brasil casou-se, provavelmente em 1943, com a suiça Frieda Heuri. Weber deixou de voar em 1949.
Em 1975, Weber passou a morar na Suíça, onde morreu em 1991. Em sua sepultura tem a inscrição: Ludwig Weber-Heuri, 1895-1991, junto com um Logotipo "Velha Águia'.

## Literatura
- Frank Thomas Uhrig, Der Maybach vom Schlossberg. Badische Zeitung -(Jornal), 31. de dezembro de 2014, também online, no bz on-line: O Maybach do Schlossberg. Limousines de luxo feitas em Freiburg, 30. Dezembro 2014